# IDO1
IDO1 (англ. Indoleamine 2,3-dioxygenase 1) – білок, який кодується однойменним геном, розташованим у людей на короткому плечі 8-ї хромосоми. Довжина поліпептидного ланцюга білка становить 403 амінокислот, а молекулярна маса — 45 326.
| 10         |  | 20         |  | 30         |  | 40         |  | 50         |
| ---------- |  | ---------- |  | ---------- |  | ---------- |  | ---------- |
| MAHAMENSWT |  | ISKEYHIDEE |  | VGFALPNPQE |  | NLPDFYNDWM |  | FIAKHLPDLI |
| ESGQLRERVE |  | KLNMLSIDHL |  | TDHKSQRLAR |  | LVLGCITMAY |  | VWGKGHGDVR |
| KVLPRNIAVP |  | YCQLSKKLEL |  | PPILVYADCV |  | LANWKKKDPN |  | KPLTYENMDV |
| LFSFRDGDCS |  | KGFFLVSLLV |  | EIAAASAIKV |  | IPTVFKAMQM |  | QERDTLLKAL |
| LEIASCLEKA |  | LQVFHQIHDH |  | VNPKAFFSVL |  | RIYLSGWKGN |  | PQLSDGLVYE |
| GFWEDPKEFA |  | GGSAGQSSVF |  | QCFDVLLGIQ |  | QTAGGGHAAQ |  | FLQDMRRYMP |
| PAHRNFLCSL |  | ESNPSVREFV |  | LSKGDAGLRE |  | AYDACVKALV |  | SLRSYHLQIV |
| TKYILIPASQ |  | QPKENKTSED |  | PSKLEAKGTG |  | GTDLMNFLKT |  | VRSTTEKSLL |
| KEG        |  |            |  |            |  |            |  |            |

A: Аланін

C: Цистеїн

D: Аспарагінова кислота

E: Глутамінова кислота

F: Фенілаланін

G: Гліцин

H: Гістидин

I: Ізолейцин

K: Лізин

L: Лейцин

M: Метіонін

N: Аспарагін

P: Пролін

Q: Глутамін

R: Аргінін

S: Серин

T: Треонін

V: Валін

W: Триптофан

Кодований геном білок за функцією належить до оксидоредуктаз. 
Задіяний у такому біологічному процесі, як імунітет. 
Білок має сайт для зв'язування з іонами металів, іоном заліза, гемом. 
Локалізований у цитоплазмі.